# Xanthosoma bolivaranum
Xanthosoma bolivaranum är en kallaväxtart som beskrevs av George Sydney Bunting. Xanthosoma bolivaranum ingår i släktet Xanthosoma och familjen kallaväxter. Inga underarter finns listade.